# Free Kitten
Free Kitten – amerykański zespół grający rock alternatywny i indie rock założony w 1992 w Nowym Jorku przez Kim Gordon z Sonic Youth i Julie Cafritz z Pussy Galore.
Początkowo występując jako Kitten, zmienili nazwę po otrzymaniu groźby podjęcia kroków prawnych przez heavymetalowy zespół występujący pod tą samą nazwą. Członek Boredoms, Yoshimi P-We, zajęła się perkusją (od 1993), a Mark Ibold z Pavement dołączył w 1994 jako basista. Zespół wydał kilka albumów i singli, głównie w wytwórni Kill Rock Stars, w tym 12-calowy remiks z udziałem DJ Spooky. W 1993 wystąpili w Japonii oraz na festiwalu objazdowym Lollapalooza w zachodnich stanach.

## Dyskografia

### Albumy
| Tytuł                 | Data wydania | Wydawnictwo muzyczne |
| Unboxed               | 1994         | Wiiija               |
| Nice Ass              | 1995         | Kill Rock Stars      |
| Sentimental Education | 1997         | Kill Rock Stars      |
| Inherit               | 2008         | Ecstatic Peace       |

### Albumy EP
| 'Tytuł                  | Data wydania | Wydawnictwo muzyczne |
| Straight Up (as Kitten) | 1992         | Pearl Necklace       |
| Call Now                | 1992         | Ecstatic Peace       |
| Punks Suing Punks       | 1996         | Kill Rock Stars      |

### Single
| Rok  | Tytuł                      | Wydawnictwo muzyczne             |
| ---- | -------------------------- | -------------------------------- |
| 1992 | „Yoshimi Vs. Mascis” split | Time Bomb                        |
| 1993 | "Oh Bondage Up Yours!”     | Sympathy for the Record Industry |
| 1993 | "Lick!”                    | In The Red                       |
| 1993 | „Special Groupie”          | SOS                              |
| 1994 | „Sex Boy”                  | Radiation                        |
| 1994 | „Harvest Spoon”            | Wiiija                           |
| 1997 | „Chinatown Express”        | Kill Rock Stars                  |
| 2008 | „Seasick”                  | Ecstatic Peace                   |